# سفر أعمال الرسل 2

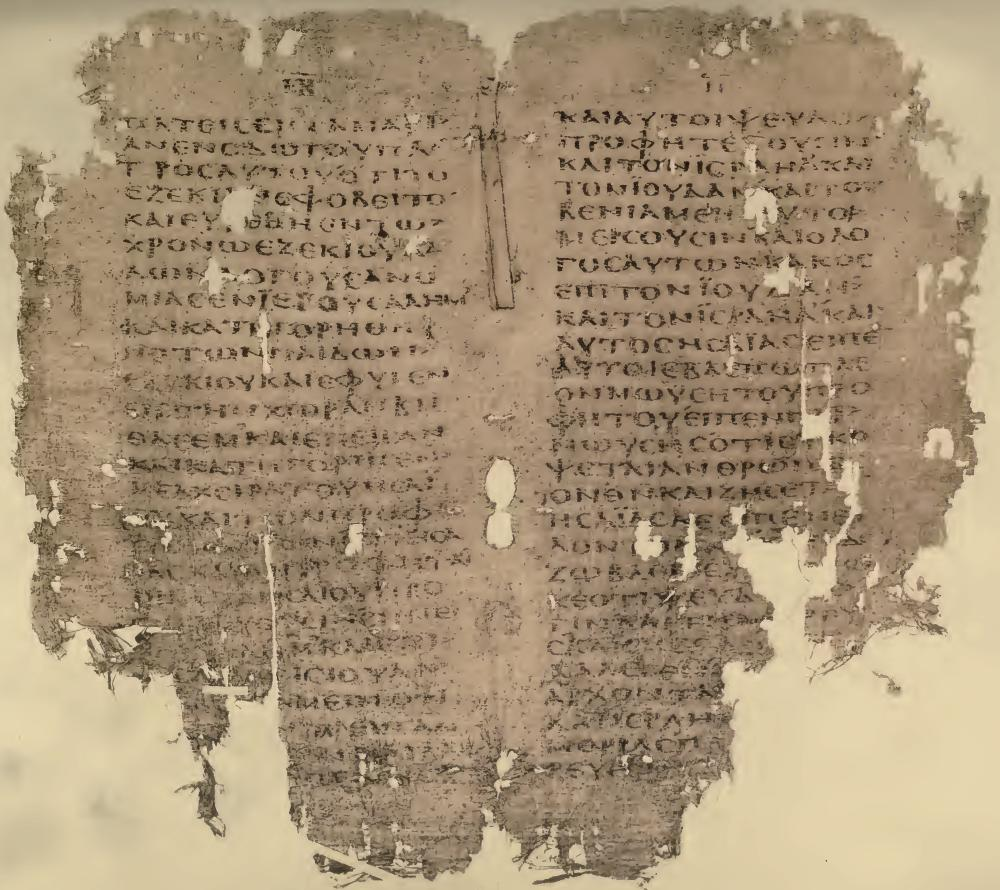

سفر أعمال الرسل 2 هو الإصحاح الثاني من سفر أعمال الرسل في العهد الجديد للكتاب المقدس المسيحي. الكتاب الذي يحتوي على هذا الفصل مجهول، لكن التقليد المسيحي المبكر أكد أن لوقا كتب هذا السفر بالإضافة إلى إنجيل لوقا. يسجل هذا الفصل الأحداث في عيد العنصرة، بعد حوالي 10 أيام من رفع المسيح.

## الأية 22 من الأصحاح
(أَيُّهَا الرِّجَالُ الإِسْرَائِيلِيُّونَ اسْمَعُوا هذِهِ الأَقْوَالَ: يَسُوعُ النَّاصِرِيُّ رَجُلٌ قَدْ تَبَرْهَنَ لَكُمْ مِنْ قِبَلِ اللهِ بِقُوَّاتٍ وَعَجَائِبَ وَآيَاتٍ صَنَعَهَا اللهُ بِيَدِهِ فِي وَسْطِكُمْ، كَمَا أَنْتُمْ أَيْضًا تَعْلَمُونَ.)
تقول الأية أن يسوع الناصري رجل تبرهن لكم من عند الله بقوات وعجائب من الله صنعها الله بيده في وسطكم كما أنتم أيضا تعلمون ذالك.

## صفحات ذات صلة
- اسمع يا إسرائيل
- يوحنا 5
- مرقس 12